# Emily the Strange
Emily the Strange (a veces escrito como Emily Strange) es un personaje ficticio. Emily la rara (o Emily the Strange), nació de la mano de Nathan Carrico en 1991 como ilustración en una tabla de skate. Su amigo Rob Reger (fundador de Cosmic Debris) junto a su socio Matt Reed, utilizarían el personaje en pegatinas, camisetas y diverso merchandising. Apareció por primera vez en unas etiquetas adhesivas distribuidas en conciertos, tiendas de discos y tiendas de skate, para promover Cosmic Debris , la línea de ropa fundada por el artista y skater Rob Reger, quien diseñó a Emily en 1991 para Santa Cruz Skateboards en Santa Cruz, California. 
La cantidad de merchandising ligada a Emily es considerable: se produjo una línea de ropa, artículos de papelería, pegatinas y accesorios.

## Personajes principales

### Emily
Emily es una niña de trece años (su cumpleaños es el 24 de septiembre) cuya peor pesadilla es el color rosa. Su presencia en el mundo del arte, la cultura pop, la literatura y la moda nos recuerda a todos a cultivar lo que nos hace únicos. Es ovolactovegetariana y disfruta de los sándwiches de verduras, el café, el refresco de cereza negra y el regaliz negro. Vive un estilo de vida nocturno, prefiriendo despertarse al atardecer, e irse a dormir al amanecer. Sus mejores amigos son sus cuatro gatos, y parecen ser los únicos seres en los que realmente confía. Es artista, soñadora, inventora, científica y skater. Además, le interesa la botánica y las plantas raras, la química, la tecnología y la biología. Lleva puesto el mismo vestido negro todos los días. Le encantan las matemáticas y la ciencia, y su pasión es la vieja música Punk&Rock, aunque también escucha bandas nuevas. Ella siempre te recuerda que tienes que ser tú mismo, tu propio seguidor.

### Mystery
Es la líder del grupo. Una gata con clase: la más elegante de la pandilla. Además, posee un collar un tanto peculiar y es la mejor amiga de Emily. Es una gata peligrosa.

### Miles
Es la mente creativa de la banda: un gato limpio de corazón y un verdadero artista. El más silencioso de sus compañeros, el gato más rápido de la ciudad. Tiene las orejas y los bigotes bastante puntiagudos, y una cruz sobre su ojo derecho. Su sueño es dejar huella en el mundo.

### Sabbath
Es rebelde y duro. Tiene una pequeña cicatriz en la oreja derecha, dos dedos sobrantes y un bigote doblado, el cual se asemeja a un rayo. Es el más joven de la pandilla.
Es el más travieso

### NeeChee
El gato intelectual de la pandilla. Es el astuto, el científico... Un alma vieja inspirada por la innovación, la invención y la confusión.
Se identifica con espeluznantes criaturas creativas, como las arañas y los murciélagos. Le gusta la oscuridad y la sensación de estar a solas junto a sus pensamientos. Se caracteriza básicamente por su cola, una cola negra a rayas blancas, nunca te mira a los ojos.

## Novelas

### Los días perdidos (The lost days)
En su primer libro, Emily acaba de despertarse en un banco en medio de un parque destartalado, donde lo único que hay es ese mismo banco y un viejo árbol. No sabe nada; ni su nombre, ni dónde está exactamente. Lo único que tiene para sobrevivir es: un tirachinas, un bolígrafo y un cuaderno de notas con varias páginas arrancadas. Ahora tendrá que averiguarlo todo: Quién es, qué hace en ese pueblo perdido en ninguna parte y qué la ha llevado hasta allí.

### Cada vez más extraña (Stranger and Stranger)
En su segundo libro, Emily ha resuelto sus misterios, ha regresado a su casa y ahora disfruta de una nueva existencia, con su madre y sus gatos. Al comienzo del libro se dispone a mudarse a una nueva ciudad, pero no quiere irse de Blandidulle sin realizar lo que ella llama: La Travesura Definitiva. Y en un intento fallido mientras planeaba esa travesura, accidentalmente, Emily se divide en dos.a la que ella la llama "otra yo " ¿Serán el doble de problemas o el doble de diversión?

### Tiempos oscuros (Dark times)
En el tercer libro, Todo el mundo sabe que una de las pasiones de Emily the Strange es construir máquinas y artefactos de los más variado. Y ahora que acaba de llegar a Duntzton, había llegado el momento para comenzar con las travesuras.
En esta ocasión ha inventado una máquina para trasladarse en el tiempo y en el espacio. Piensa en darse un paseo por el Nueva York punk de los años 70 o ver los dinosaurios, pero un problema familiar la obligará a viajar a una época bien distinta. Emily acaba en el siglo XVIII para ayudar a una antepasado suya: Lily Etránge.

### Un golpe de mente (Piece of mind)
En este último libro, Emily está a punto de averiguar cuál es el talento especial que le corresponde como Niña Oscura. Pero para ello, deberá viajar hasta Seasidetown, un pueblo con mucha historia donde se esconde la clave de la roca negra que le da el poder. Ahora, hombres oscuros y niñas brillantes han hecho pacto para dominar la ciudad, solo Emily podrá pararles para recuperar lo que es suyo y descubrir su poder.

## Críticas Generales
Gente de todas partes critica el estilo de los libros, por su imagen "emo-gótica" que mucha gente no acepta. También por la increíble coincidencia del libro "Rosamond The Strange" (1978), ya que el parecido entre las protagonistas es muy evidente, a pesar de que la historia es totalmente distinta.